# Carebara wheeleri
Carebara wheeleri (лат.) — вид очень мелких муравьёв рода Carebara из подсемейства Myrmicinae (Formicidae). Эндемик Китая.

## Описание
Мелкие муравьи желтоватого цвета. От близких видов (например, от Carebara acutispina) отличается следующими признаками: затылок с поперечными бороздками, метанотальный шов глубокий, задняя часть головы с парой угловатых выступов (рогов). Длина тела солдат 2—3 мм. Проподеум с выступающими углами-зубчиками. Усики солдат и рабочих 9-члениковые с 2-члениковой булавой. Скапус короткий. Мандибулы с 4 зубцами. Нижнечелюстные щупики состоят из 2 члеников, нижнегубные из 2. Имеют диморфичную касту рабочих с мелкими рабочими и крупными солдатами. Стебелёк между грудкой и брюшком состоит из двух члеников: петиолюса и постпетиолюса (последний четко отделен от брюшка), жало развито, куколки голые (без кокона).

## Систематика
Таксон в современном понимании был выделен в 1966 году для замены преоккупированного имени Oligomyrmex silvestrii Wheeler, W.M., 1928, описанного ранее по материалам из Китая. Исходное название оказалось уже использовано таксоном Aneleus silvestrii Santschi, 1914, включённым в 2004 году в состав рода Carebara. Относят к трибе Crematogastrini (ранее в Solenopsidini).